# Exotic Birds and Fruit
Procol Harum studijski je album britanskog rock sastava Procol Haruma koji izlazi 1974.g.

## Popis pjesama
1. Nothing But The Truth
2. Beyond The Pale
3. As Strong as Samson
4. The Idol
5. The Thin End of The Wedge
6. Monsieur R. Monde
7. Fresh Fruit
8. Butterfly Boys
9. New Lamps For Old
10. Drunk Again (bonus track on reissue)
11. The Blue Danube (bonus track on reissue)

## Izvođači
- Chris Copping - orgulje
- Alan Cartwright - bas-gitara
- B.J. Wilson - bubnjevi
- Mick Grabham - gitara
- Gary Brooker - pianino, vokal
- Keith Reid - tekst
- BJ Cole - Gitarske pedale

## Vanjske poveznice
- ProcolHarum.com - Detalji o albumu na službenim internet stranicama Procol Haruma